# La Fuente de San Esteban
La Fuente de San Esteban är en ort i Spanien.   Den ligger i provinsen Provincia de Salamanca och regionen Kastilien och Leon, i den centrala delen av landet, 220 km väster om huvudstaden Madrid. La Fuente de San Esteban ligger 770 meter över havet och antalet invånare är 1 453.
Terrängen runt La Fuente de San Esteban är platt. Runt La Fuente de San Esteban är det glesbefolkat, med 11 invånare per kvadratkilometer. La Fuente de San Esteban är det största samhället i trakten. Trakten runt La Fuente de San Esteban består i huvudsak av gräsmarker.